# Tendra
Tendra is een geslacht van mosdiertjes uit de familie van de Tendridae. De wetenschappelijke naam van het geslacht is voor het eerst geldig gepubliceerd in 1839 door Alexander von Nordmann.

## Soorten
De volgende soorten zijn bij het geslacht ingedeeld:
- Tendra pontica (Gryncharova, 1980)
- Tendra zostericola de Nordmann, 1839